# بن رايلي
بنيامين «بن» رايلي، المعروف أيضًا باسم سكارليت سبايدر، هو بطل خيالي خارق يظهر في الكتب المصورة الأمريكية التي نشرتها مارفيل كوميكس.
نمت في مختبر جاكل/ مايلز ورين. وهو مستنسخ للرجل العنكبوت بيتر باركر، ومكلف بمحاربته، لكنه أصبح لاحقاً أخًا له. أنشأها الكاتب جيري كونواي، وظهرت الشخصية لأول مرة في ذا أميزينغ سبايدرمان#149، أكتوبر1975. ويبدو أنها قتلت في العدد نفسه. عادت الشخصية بصورة أبرز في «كولن ساغا» ستوري لاين.1994-1996
اعتمد الاسم المستعار سكارليت سبايدر مع زي مشابه لسبايدرمان، يتكون من بذلة وقناع من لدنة حمراء وتكملها كنزة بغطاء أزرق للرأس، بلا أكمام مزينة برمز عنكبوت كبير على الجانبين، مع حزام متعدد الاستخدامات، وأكبر ألعاب الرماة على الويب. صمم الفنان توم لايل زي سكارليت سبايدر. بعد مغادرة بيتر باركر مؤقتًا دور الرجل العنكبوت، أصبح بن الرجل العنكبوت الجديد وكان يرتدي زيًا جديدًا صممه الفنان مارك باغلي.
مع ذلك مات رايلي على يد غرين غوبلن/  نورمان أوزبورن، ضحى بنفسه لإنقاذ باركر الذي استأنف دور الرجل العنكبوت.
كشف عن الشخصية بأنها على قيد الحياة، ونقل عقله قسراً إلى أجساد جديدة مستنسخة على يد جاكل مرارًا وتكرارًا قبل نجاح قيامته وذلك في فيلم «ديد نو مور: ذا كولن كونسبيريسي»2017.
مدفوعًا بالجنون لتجربة الولادة بعد الموت مرارًا وتكرارًا، أصبح جاكل الجديد وبدأ مشروع انتقامه، بعدأن هزمه سبايدرمان وآخرين، استعاد رايلي هويته العنكبوتية القرمزية في سلسلة: ذا سكارليت سبايدر.
أعيد تصويره باعتباره مضادًا للإبطال، يأمل بداية في الهروب من ماضيه ثم الشروع في السعي الروحي لتخليص نفسه. انتهى الجزء في سبايدر غيدن2018، ضحى بنفسه لحماية الآخرين عندما تمتص قوة حياته من قبل عدو يمتص بغير قصد العديد من صدمات الموت.
يبعث بن في جسد مستنسخ جديد، ويستعيد عقله وروحه بعد أن شفيا. بسبب قيامه بالعديد من عمليات الإحياء في أجسام استنساخ مختلفة، يقول المسلسل الهزلي بن رايلي، مات سكارليت سبايدر بالفترة  2017-2018. وعاد أكثر من أي شخص في مارفل يونيفيرس وأصبح المفضل لدى ليدي ديث.

## تاريخ النشر
ظهر بن رايلي لأول مرة على أنه الرجل العنكبوت في فلم ذا أميزينغ سبايدرمان#149. باعتباره مستنسخًا مجهولًا لبيتر باركر الذي مات على ما يبدو بجانب مبتكره جاكل، الذي ابتكر أيضًا نسخة من حب باركر المفقود جوين ستايسي. أعيد النظر في أحداث القضية في العديد من الكتب الهزلية مثل وات إف30#. أوضح الكاتب جيري كونواي قائلًا عند سؤاله عن سبب إنشاء الشخصية:
كان أحد الأشياء التي كنت أحاول القيام بها في ذلك هو أخذ الأفكار إلى استنتاجها المنطقي، ومع ذلك، الاستنتاج سخيف، وهو الاختزال إلى العبث. كانت الفكرة أنه إذا أعدنا جوين ستايسي باعتبارها نسخة، كيف يمكنني رفع المخاطر عند التخلص منها؟ وعندما أكتبها ما الذي أفعله لجعل ذلك مؤثرًا وقاطعًا، للوصول إلى المستوى التالي؟ وفكرت، إذا استنسخنا جوين، يمكننا بالتأكيد استنساخ بيتر. كنت أيضًا مفتونًا في ذلك الوقت بالعناوين التي لعبت دورًا في الألقاب الميلودرامية القديمة لستان لي في الماضي. توصلت إلى العنوان، «إف آي كيل مي، ويل آي دآي؟» كان في الأساس محاكاة ساخرة لعنوان ستان لي الدرامي القديم، لكنني أيضًا اعتقدت أنه جيد بصورة عامة. والدافع كان حقًا هو، لزيادة المخاطر ومنحنا نهاية سعيدة ممتعة لسلسة جوين ستايسي، ومنحي بعض المرح مع مصطلحات سرد القصص في ذلك الوقت.
بالرغم من أن كونواي لم تكن لديه أي نية لاستخدام الشخصية بخلاف القصة الأولية التي مات فيها، لكنه عاد إلى سلسلة كولن ساغا، والتي استمرت من أكتوبر1994إلى ديسمبر1996. من خلال جميع شخصيات سبايدرمان المتزامنة بالعناوين: ذا أميزنغ سبايدرمان، وويب أوف سبايدرمان، وسبايدرمان، وسبايدرمان أنلمتيد، وسباكتكيلر سبايدرمان. وجه المحرر داني فيتغروث فناني سبايدرمان لتصميم زي للشخصية يستوحى من الأزياء التقليدية للأبطال الخارقين من خلال التأكيد على الوظائف البسيطة بدلًا من التوهج. عمل الفنان على أفكارالأزياء بصورة مستقلة، ووفقًا لمارك باجلي، حاز تصميم توم لايل «هوديي» على الموافقة بالإجماع.
استبدل الزي الأصلي لاحقًا بزي سبايدرمان المحدث، صممه باجلي مع بعض التعديلات من قبل بوب بودينسكي.
حل سكارليت سبايدر محل سبايدرمان في جميع عناوين الكوميديا الخمسة، والتي أعيدت تسميتها، ذا أميزينغ سكارليت سبايدر، وويب أوف سكارليت سبايدر، وسكارليت سبايدر، وسكارليت سبايدر أنلميتد، وذا سباكتكيلر سكارليت سبايدر.
ظهر رايلي أيضًا بصورة مميزة في المواد التكميلية المقدمة للقصة، تتضمن، سبايدرمان: ذالوست ييرز آند سبايدرمان كلون جورنلوس.
أعيد النظر في القصة لاحقًا في، وات إف (فول.2) #86.
حصل رايلي على عباءة الرجل العنكبوت وظهر في جميع ألقاب الرجل العنكبوت، ذا أميزينغ سبايدرمان، وذا سباكتكيلر سبايدرمان، وسبايدرمان، وسبايدرمان أنلمتيد، وذا سنسيشنال سبايدرمان. التي حلت محل ويب أوف سبايدرمان باعتبارها عنوانًا شهريًا مستمرًا. بقى رايلي باعتباره الرجل العنكبوت المميز بين يناير وديسمبر 1996.
ظهرت الشخصية أيضًا خلال هذه الفترة بين اثنين من الشركات الشقيقة دي سي ضد مارفل} مع {كوميكس وباكلاش سبايدرمان ويذ إمج كوكس}.